# Magdaléni iskola
A magdaléni iskola az ősember magdaléni kultúrájának részét képező sziklarajzainak, barlangképeinek késői stílusa – Európában körülbelül 15 000–10 000 évvel ezelőtti szakaszban. (Az ősember művészetét Henri Breuil osztotta két szakaszra).

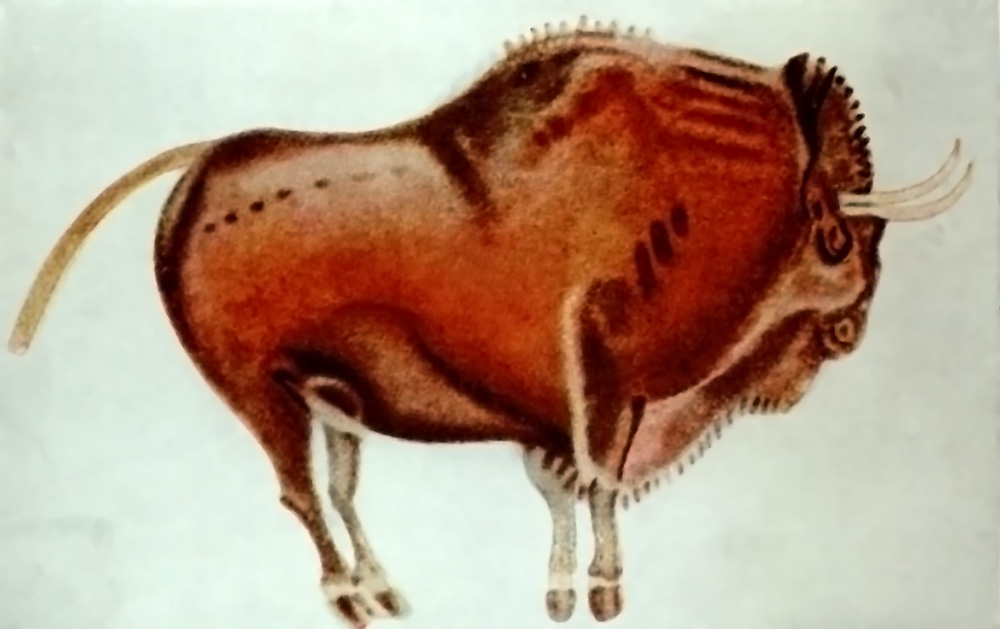
Bölény rajza az Altamira-barlangból

Ebben az időszakban a périgordi iskola hagyományai szerinti egyszerű, fekete körvonalú rajzok apránként olyan, plasztikus képekké fejlődtek, amelyekben körvonalakat sötét festékkel töltötték ki. Az ősi művészek a részletek pontos kidolgozása mellett törekedtek a tér érzékeltetésére is. A figurákat kompozícióba rendezték, megjelentek a szimmetrikus állatcsoportok. A périgordi iskolától megszokott csavart perspektíva egyre ritkábban fordult elő. A magdaléni iskola klasszikus korszakát a Rouffignac-barlang barlangrajzai képviselik; legismertebb alkotásai az Altamira-barlang és a Niaux-barlang. Később a rajzok egyre stilizáltabbak lettek, végül a művészet dekoratívvá vált.